# Get me on
『Get me on』（ゲット・ミー・オン）は、ゴスペラーズ19作目のシングル。2002年2月20日にキューンミュージックから発売された。

## 解説
7作目のスタジオ・アルバム『FRENZY』と同日発売のシングルで、販売数は10万枚限定だった。CDはConnecteD仕様となっており、パソコンで読み込むと2月20日から3月20日までの期間限定でスペシャルサイトへのアクセスが可能となっていた。
同年3月6日に完全生産限定盤のアナログ盤が発売された。シングルとの違いは収録されているカップリング曲である。

## 収録曲

### CD
1. Get me on (3:46)
  - 作詞：山田ひろし／作曲：酒井雄二／編曲：K-Muto
2. ひとり(Live) (5:10)
  - 作詞・作曲：村上てつや／編曲：村上てつや・北山陽一

「ひとり」のライブ・バージョン。

### アナログ盤

#### Side A
1. Get me on
2. ポーカーフェイス featuring Rhymester
  - 作詞：安岡優, S.Sasaki, D.Sakama／作曲：黒沢薫・ 宇佐美秀文／編曲：K-Muto

RHYMESTERが参加。

#### Side B
1. 永遠に
  - 作詞：安岡優／作曲：妹尾武／編曲：Bryan-Michael Cox

14thシングル「永遠に」。
2. ポーカーフェイス featuring Rhymester (A CAPPELLA)